# Agustín Sardá
Agustín Sardá y Llavería (Montroig, 1836-Madrid, 1913) fue un periodista, pedagogo y político español.

## Biografía
Nacido en la localidad tarraconense de Montroig el 19 de septiembre de 1836, siguió la carrera de Veterinaria, la de Magisterio superior y la de Derecho. Fue corrector de pruebas en La Discusión, redactor de El Pensamiento Navarro y colaborador de El Tribuno, El Liberal y El País. Revolucionario, secretario de Estanislao Figueras, conferenciante y presidente del Fomento de las Artes, fue autor de numerosos trabajos pedagógicos. En Francia se le concedió la distinción de oficial de Instrucción Pública. Relacionado con la Institución Libre de Enseñanza, a comienzos del siglo XX colaboraba en La Escuela Moderna. Durante el Sexenio Revolucionario, en las elecciones generales de España de 1873, obtuvo acta de diputado por el distrito de Pamplona, si bien terminaría optando por la de Falset, en la provincia de Tarragona. Profesor desde 1898 de la Escuela Normal Superior de Maestros de Madrid, dependiente de la Universidad Central, desde 1903 y hasta su muerte fue senador por la provincia de Tarragona. Falleció en Madrid el 3 de mayo de 1913.